# Баронский
Баро́нский — посёлок в Гагинском районе Нижегородской области России. Входит в состав Гагинского сельсовета.

## География
Посёлок расположен на правом берегу реки Пьяны, северо-западнее районного центра — села Гагино.

## История

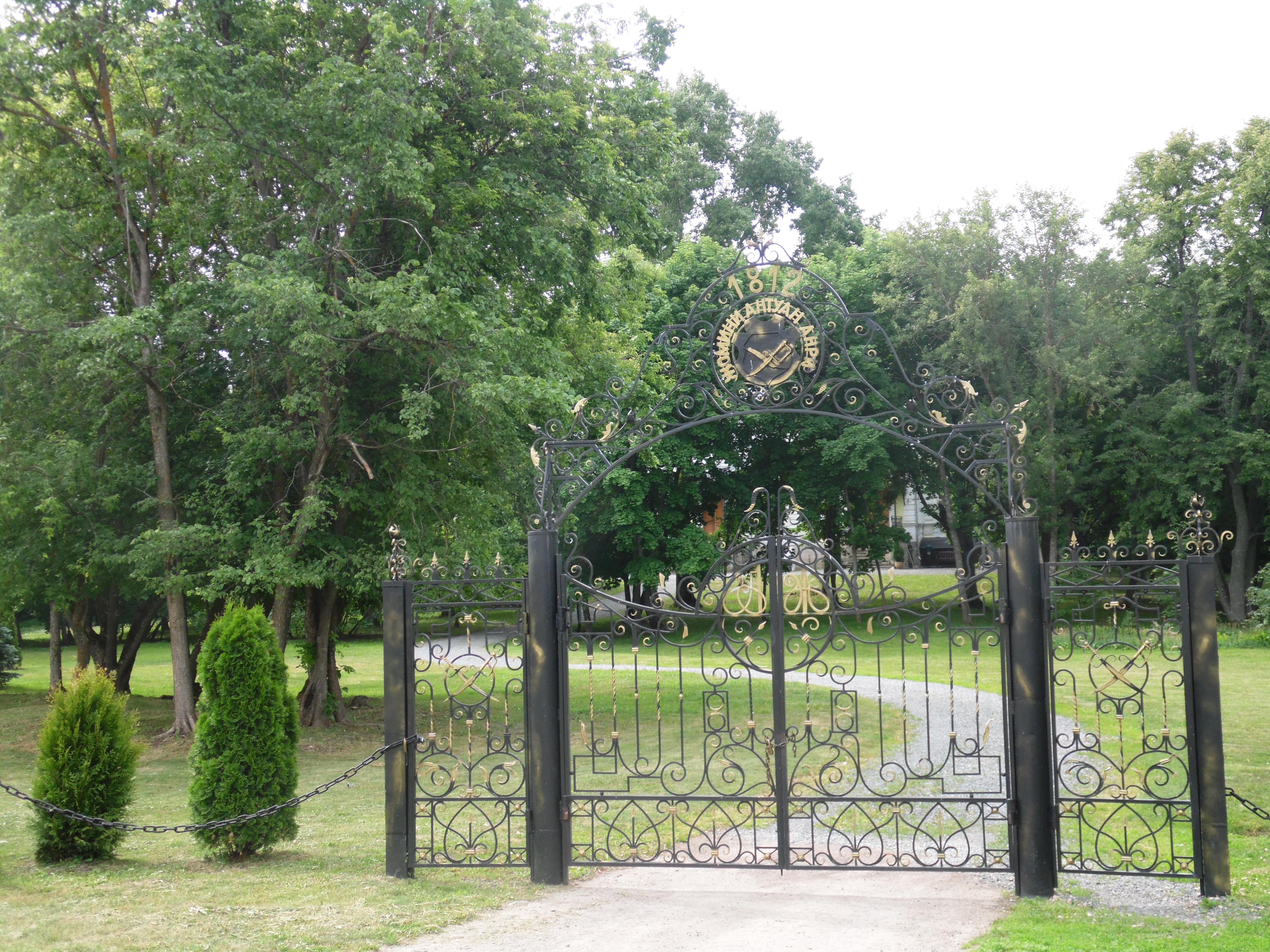
Парк усадьбы Жомини

Современное название посёлок получил из-за находящейся в нём усадьбы. По одним сведениям, её первым хозяином был военный историк Антуан-Анри (Генрих) Жомини и существует она с 1810-х годов. По другим сведениям, дом построен в начале 1870-х годов его внуком, предводителем дворянства Васильсурского уезда Николаем Генриховичем Жомини (1837—1902).
После революции и гражданской войны усадьба пришла в запустение. В ней держали заключённых, жили беженцы, позже в доме располагалось правление колхоза.
В советское время посёлок назывался Энергия.

## Население
В 1970-х годах посёлок Энергия считался нежилым. По данным переписи 2010 года, в посёлке Баронском постоянно проживает одна жительница.

## Инфраструктура
В посёлке одна улица — Садовая.
Основной достопримечательностью считается барская усадьба. В целях развития туристского бизнеса построен так называемый этнопосёлок с рядом музеев.